# Nonante-Cinq Tour
De Nonante-Cinq Tour was de tweede lopende concerttournee van de Belgische zangeres Angèle ter ondersteuning van haar tweede studioalbum, Nonante-Cinq (2021). De tournee bevatte optredens in Frankrijk, Spanje en het thuisland van de zangeres, België. De data werden officieel aangekondigd op 27 oktober 2021 en de tickets gingen 2 dagen later in de verkoop. De reeks shows begon op 20 april 2022 in de Reims Arena in Reims en eindigde op 26 mei 2023 in de AFAS Live in Amsterdam.

## Achtergrond
Op 27 oktober 2021 maakte Angèle via haar Twitter-account de Nonante-Cinq Tour bekend. Twee dagen na de eerste aankondiging werd op Instagram van de zangeres een aankondiging geplaatst over de kaartverkoop. De toen aangekondigde tournee zou oorspronkelijk 24 data hebben en zou eindigen op 12 december 2022, maar vanwege de grote vraag werden er nog vier data in Brussel en een nieuwe datum in Antwerpen toegevoegd, wat meteen Angèle's grootste optreden zou worden. 
Later kondigde Angèle verschillende festivaldata toe, waaronder haar debuut in Spanje. Ook bracht de zangeres in het voorjaar van 2023 negen shows in Noord-Amerika, waarvan drie shows in New York. Angèle zong ook op het bekende festival Coachella.

## Setlist

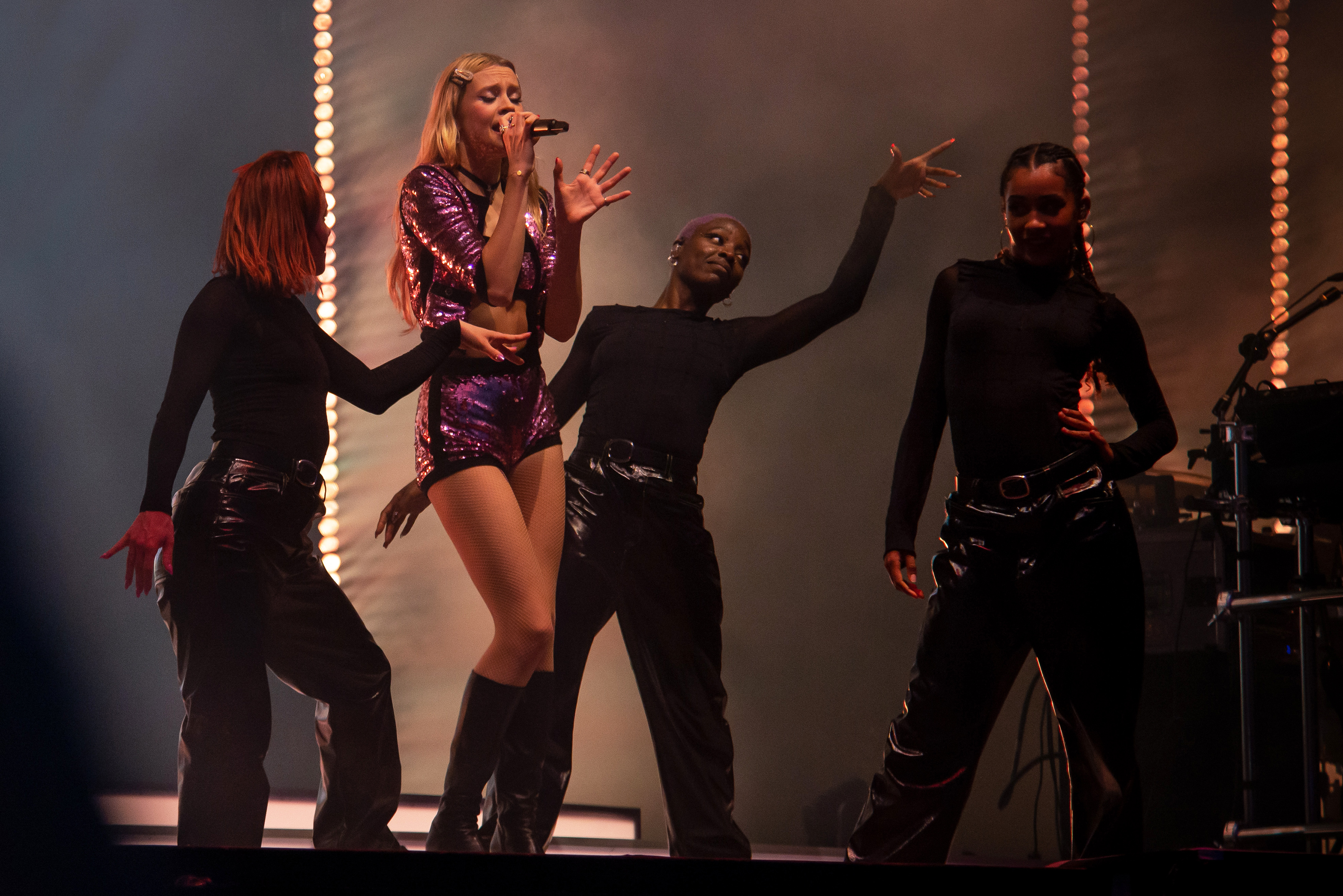
Angèle tijdens de Nonante-Cinq Tour op het festival Papillons de Nuit.

Deze setlist is representatief voor de show op 20 april 2022 in Reims. Het is niet representatief voor alle concerten van de tournee.
1. "Plus de sens"
2. "Tu me regardes"
3. "Pensées positives”
4. "Oui ou non"
5. ”Tout oublier"
6. "On s'habitue"
7. "Profite"
8. "Solo"
9. "Ta reine"
10. "Perdus"
11. "Les matins"
12. ”Jalousie"
13. "Tampête"
14. "Taxi"
15. "Flemme"
16. "Mauvais rêves"
17. "Libre"
18. "La loi de Murphy" / "Je veux tes yeux"
19. "Flou"
20. "Fever"
21. "Balance ton quoi"

Encore
1. "Démons"
2. Bruxelles je t'aime"

Opmerkingen
- Tijdens de eerste show in Brussel werd Bruxelles van Dick Annegarn gezongen.
- Tijdens de festivals wisselde de setlist regelmatig. Er werden een 12 tot 16tal nummers gezongen.
- Flemme werd enkel tijdens de eerste acht shows gezongen.
- Amour, Haine et Danger en Mots justes werden toegevoegd vanaf de show in Bordeaux.
- Later werd Mots justes nu en dan vervangen door Le temps fera les choses.
- Tijdens de tweede show in Parijs zong Angèle That Look You Give That Guy van Eels.
- Tijdens de show in het Antwerps Sportpaleis zong Angèle haar samenwerking met Tamino Sunflower voor het eerst live.

## Shows
| 20 april 2022          | Reims                  | Frankrijk           | Reims Arena                  |
| 4 mei 2022             | Bordeaux               | Frankrijk           | Arkéa Arena                  |
| 5 mei 2022             | Toulouse               | Frankrijk           | Zénith de Toulouse Métropole |
| 6 mei 2022             | Poitiers               | Frankrijk           | Arena Futuroscope            |
| 10 mei 2022            | Marseille              | Frankrijk           | Le Dôme de Marseille         |
| 11 mei 2022            | Nice                   | Frankrijk           | Palais Nikaia                |
| 12 mei 2022            | Grenoble               | Frankrijk           | Palais des Sports            |
| 16 mei 2022            | Brussel                | België              | Vorst Nationaal              |
| 18 mei 2022            | Nantes                 | Frankrijk           | Zénith Nantes Métropole      |
| Deel 2: Festivals      |                        |                     |                              |
| 4 juni 2022            | Saint-Laurent-de-Cuves | Frankrijk           | Papillons de Nuit            |
| 5 juni 2022            | Parijs                 | Frankrijk           | We Love Green                |
| 11 juni 2022           | Barcelona              | Spain               | Primavera Sound Festival     |
| 23 juni 2022           | Ruoms                  | Frankrijk           | Aluna Festival               |
| 30 juni 2022           | Arras                  | Frankrijk           | Main Square Festival         |
| 2 juli 2022            | Nort-sur-Erdre         | Frankrijk           | Nuit de l'Erdre              |
| 3 juli 2022            | Clermont-Ferrand       | Frankrijk           | Europavox Festival           |
| 7 juli 2022            | Aix-les-Bains          | Frankrijk           | Musilac Music Festival       |
| 8 juli 2022            | Albi                   | Frankrijk           | Pause Guitare                |
| 9 juli 2022            | Argelès                | Frankrijk           | Les Déferlantes              |
| 14 juli 2022           | La Rochelle            | Frankrijk           | Francofolies de la Rochelle  |
| 15 juli 2022           | Carhaix-Plouguer       | Frankrijk           | Vieilles Charrues Festival   |
| 16 juli 2022           | Dour                   | België              | Dour Festival                |
| 20 juli 2022           | Nîmes                  | Frankrijk           | Nîmes Festival               |
| 21 juli 2022           | Nyon                   | Zwitserland         | Paléo Festival               |
| 27 juli 2022           | Colmar                 | Frankrijk           | Foire aux Vins               |
| 30 juli 2022           | Luxey                  | Frankrijk           | Musicalarue Festival         |
| 31 juli 2022           | Gignac                 | Frankrijk           | Ecaussystème Festival        |
| Deel 3: Arena's Europa |                        |                     |                              |
| 12 oktober 2022        | Angers                 | Frankrijk           | Arena Loire                  |
| 18 oktober 2022        | Caen                   | Frankrijk           | Zénith de Caen               |
| 19 oktober 2022        | Rouen                  | Frankrijk           | Zénith de Rouen              |
| 20 oktober 2022        | Amiens                 | Frankrijk           | Zénith d'Amiens              |
| 25 oktober 2022        | Aix-en-Province        | Frankrijk           | Arena du Pays d'Aix          |
| 26 oktober 2022        | Toulouse               | Frankrijk           | Zénith Oméga de Toulon       |
| 27 oktober 2022        | Montpellier            | Frankrijk           | Sud de France Arena          |
| 3 november 2022        | Lyon                   | Frankrijk           | Halle Tony Garnier           |
| 4 november 2022        | Lyon                   | Frankrijk           | Halle Tony Garnier           |
| 8 november 2022        | Rennes                 | Frankrijk           | Musikhall                    |
| 9 november 2022        | Limoges                | Frankrijk           | Zénith Limoges Métropole     |
| 10 november 2022       | Pau                    | Frankrijk           | Zénith de Pau                |
| 21 november 2022       | Rijsel                 | Frankrijk           | Zénith de Lille              |
| 25 november 2022       | Amnéville              | Frankrijk           | Le Galaxie                   |
| 26 november 2022       | Strasbourg             | Frankrijk           | Zénith de Strasbourg         |
| 2 december 2022        | Parijs                 | Frankrijk           | Paris La Défense Arena       |
| 3 december 2022        | Parijs                 | Frankrijk           | Paris La Défense Arena       |
| 10 december 2022       | Antwerpen              | België              | Sportpaleis                  |
| 19 december 2022       | Brussel                | België              | Vorst Nationaal              |
| 20 december 2022       | Brussel                | België              | Vorst Nationaal              |
| 21 december 2022       | Brussel                | België              | Vorst Nationaal              |
| 22 december 2022       | Brussel                | België              | Vorst Nationaal              |
| Deel 4: Noord-Amerika  |                        |                     |                              |
| 6 april 2023           | Vancouver              | Canada              | Queen Elizabeth Theater      |
| 8 april 2023           | Seattle                | Verenigde Staten    | Showbox SoDo                 |
| 12 april 2023          | San Francisco          | Verenigde Staten    | Warfield                     |
| 14 april 2023          | Indio                  | Verenigde Staten    | Coachella                    |
| 19 april 2023          | Los Angeles            | Verenigde Staten    | The Novo                     |
| 21 april 2023          | Indio                  | Verenigde Staten    | Coachella                    |
| 27 april 2023          | Quebec                 | Canada              | Videotron Centre             |
| 29 april 2023          | Montreal               | Canada              | Bell Centre                  |
| 30 april 2023          | Montreal               | Canada              | Bell Centre                  |
| 2 mei 2023             | Boston                 | Verenigde Staten    | Roadrunner                   |
| 4 mei 2023             | New York               | Verenigde Staten    | Terminal 5                   |
| 5 mei 2023             | New York               | Verenigde Staten    | Terminal 5                   |
| 6 mei 2023             | New York               | Verenigde Staten    | Terminal 5                   |
| Deel 5: Europa         |                        |                     |                              |
| 23 mei 2023            | Londen                 | Verenigd Koninkrijk | Wembley Arena                |
| 26 mei 2023            | Amsterdam              | Nederland           | AFAS Live                    |
| 27 mei 2023            | Brussel                | België              | CORE Festival                |
| 02 juni 2023           | Réunion                | Réunion             | Sakifo Festival              |
| 10 juni 2023           | Dijon                  | Frankrijk           | Vyv Festival                 |
| 11 juni 2023           | Esch-sur-Alzette       | Luxemburg           | Francofolies                 |
| 15 juni 2023           | Neuchâtel              | Zwitserland         | Festineuch                   |
| 22 juni 2023           | Montendre              | Frankrijk           | Free Music Festival          |
| 23 juni 2023           | Evreux                 | Frankrijk           | Rock in Evreux               |
| 24 juni 2023           | Reims                  | Frankrijk           | La Magnifique Society        |
| 25 juni 2023           | Parijs                 | Frankrijk           | Solidays                     |
| 26 juni 2023           | Aurillac               | Frankrijk           | Aurillac en Scène            |
| 2 juli 2023            | Bobital                | Frankrijk           | L'Armor à Son                |
| 6 juli 2023            | Herouville-Saint-Clair | Frankrijk           | Festival Beauregard          |
| 7 juli 2023            | Saint Nolff            | Frankrijk           | Fête du Bruit                |
| 13 juli 2023           | Bern                   | Zwitserland         | Gurten Festival              |
| 14 juli 2023           | Thonon-les-Bains       | Frankrijk           | Festival Montjoux            |
| 20 juli 2023           | Brive                  | Frankrijk           | Brive Festival               |
| 21 juli 2023           | Aulnoye-Aymeries       | Frankrijk           | Les Nuits Secrètes           |
| 26 juli 2023           | Carcassonne            | Frankrijk           | Festival de Carcassonne      |
| 27 juli 2023           | Civray                 | Frankrijk           | Au Fil du Son                |
| 28 juli 2023           | Saint-Nazaire          | Frankrijk           | Les Escales                  |
| 30 juli 2023           | Ajaccio                | Frankrijk           | Les Escales                  |
| 12 augustus 2023       | Apt                    | Frankrijk           | APT Insane Festival          |
| 19 augustus 2023       | Hasselt                | België              | Pukkelpop                    |
| 23 augustus 2023       | Lyon                   | Frankrijk           | Woodstower Festival          |
| 24 augustus 2023       | Marseille              | Frankrijk           | Delta Festival               |